# 小行星2066
小行星2066（2066 Palala）是一颗围绕太阳公转的小行星。1934年6月4日，西里爾·傑克遜在约翰内斯堡发现了此天体。
該小行星以南非的帕拉拉河命名。
这颗小行星的绝对星等为109.47167等。